# Cerro Largo (microregio)
Cerro Largo is een van de 35 microregio's van de Braziliaanse deelstaat Rio Grande do Sul. Zij ligt in de mesoregio Noroeste Rio-Grandense en grenst aan de microregio's Santo Ângelo en Santa Rosa. De microregio heeft een oppervlakte van ca. 2.250 km². In 2008 werd het inwoneraantal geschat op 67.893.
Elf gemeenten behoren tot deze microregio:
- Caibaté
- Campina das Missões
- Cerro Largo
- Guarani das Missões
- Mato Queimado
- Porto Xavier
- Roque Gonzales
- Salvador das Missões
- São Paulo das Missões
- São Pedro do Butiá
- Sete de Setembro

Mesoregio's: Centro Ocidental Rio-Grandense · Centro Oriental Rio-Grandense · Metropolitana de Porto Alegre · Nordeste Rio-Grandense · Noroeste Rio-Grandense · Sudeste Rio-Grandense · Sudoeste Rio-Grandense

Microregio's: Cachoeira do Sul · Camaquã · Campanha Central · Campanha Meridional · Campanha Ocidental · Carazinho · Caxias do Sul · Cerro Largo · Cruz Alta · Erechim · Frederico Westphalen · Gramado-Canela · Guaporé · Ijuí · Jaguarão · Lajeado-Estrela · Litoral Lagunar · Montenegro · Não-Me-Toque · Osório · Passo Fundo · Pelotas · Porto Alegre · Restinga Seca · Sananduva · Santa Cruz do Sul · Santa Maria · Santa Rosa · Santiago · Santo Ângelo · São Jerônimo · Serras de Sudeste · Soledade · Três Passos · Vacaria